# Vera Pančić
Vera Pančić (Inđija, 1934) jugoslovenska i srpska je pevačica starije generacije i izuzetno popularna početkom šezdesetih godina dvadesetog veka. 

## Biografija
Učiteljsku školu i srednju muzičku školu odsek solo pevanje učila je u Beogradu. Naklonost za pevanje pokazivala je još u detinjstvu. Zabavne melodije počela je da peva kao član KUD Goran.
Na programu Radio Beograda učestvuje od 1957. godine, a na televiziji od njenog osnivanja. Naročito je postala popularna posle snimanja TV emisije „Ploče koje žive“. A svojom prvom LP pločom u pratnji vokalnog kvarteta Predraga Ivanovića i Plavog ansambla, stiče širu popularnost. Svih osam kompozicija sa te ploče postaju hitovi.
I drugom pločom takođe postiže veliki uspeh i na toj ploči sarađuje sa vokalnim kvartetom i ansamblom Predraga Ivanovića. Učestvovala je na takmičenju „Zlatni mikrofon“ 1961. godine, Beogradsko proleće u duetu sa Mikijem Jevremovićem 1962. godine i raznim drugim muzičkim događajima toga vremena. Pevala je širom bivše Jugoslavije, u Bugarskoj, Sjedinjenim Državama, Engleskoj, Nemačkoj.
Poslednju ploču snimila je 1972. godine sa kompozitorom Radoslavom Grajićem i ansamblom Đorđa Negovanovića. Imala je jedan brak iz koga ima ćerku Olgu. Vera Pančić je preminula 19. aprila, 2016. godine u 82. godini života.

## Diskografija
- Giorgio (1962, LP, PGP RTB)
- Salute cin cin (1962, LP, PGP RTB)
- Portugalske pralje(1962, LP, PGP RTB)
- Ding Dong(1962, LP, PGP RTB)
- Jedna noć na našoj reci(1962, LP, PGP RTB)
- Kao juče(1962, LP, PGP RTB)
- Slatko doba(1962, LP, PGP RTB)
- Daleko od grada(1962, LP, PGP RTB)
- Riko riko rikoko(1964, EP, PGP RTB)
- Jedan život(1964, EP, PGP RTB)
- Duge noći(1964, EP, PGP RTB)
- Đokonda(1964, EP, PGP RTB)
- Vrati se vrati(1972, Single, PGP RTB)
- Ja neću tvoju ljubav(1972, Single, PGP RTB)

## Spoljašnje veze
- Vera Pančić